# World Trade Center 6

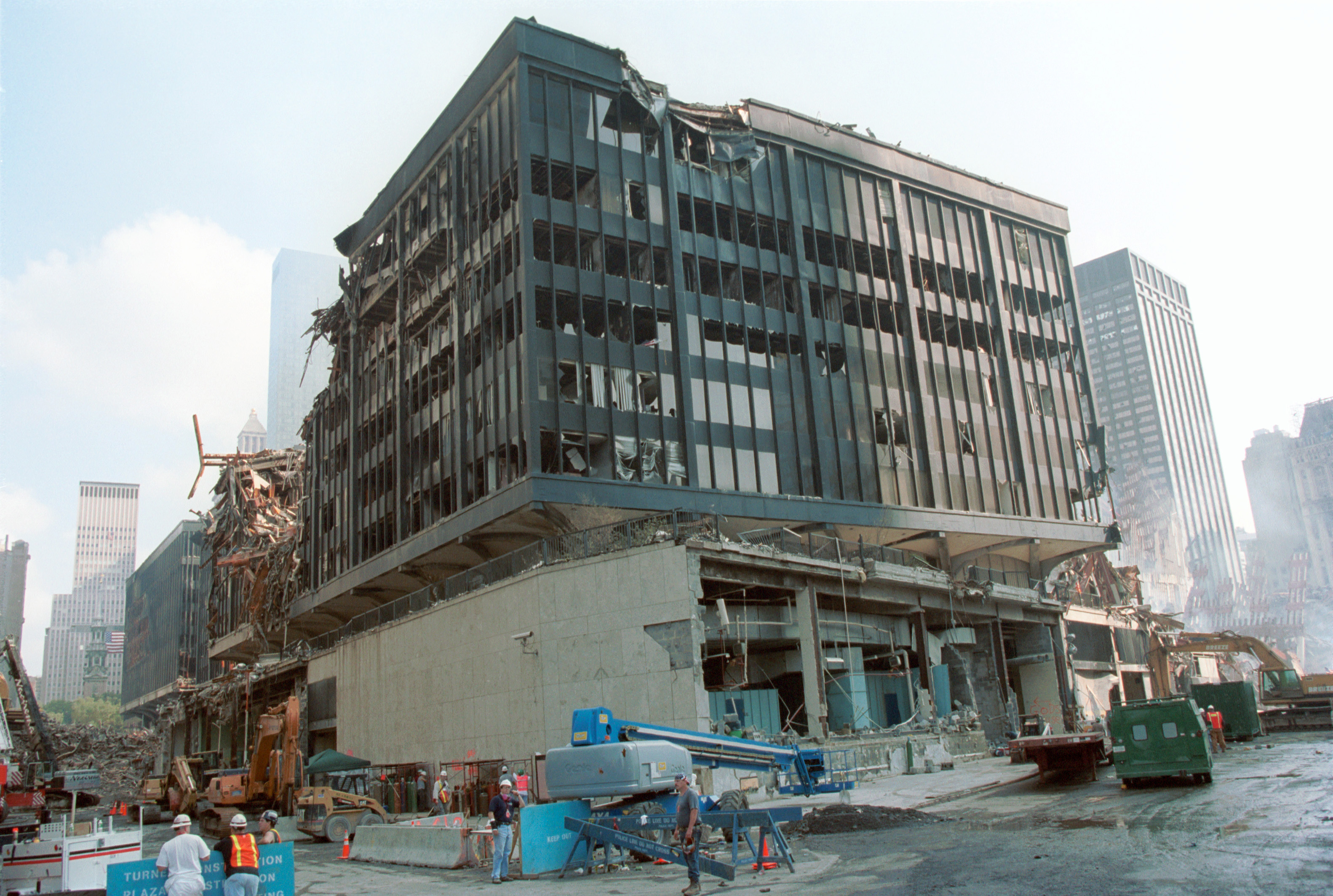
World Trade Center 6 nach dem Anschlag vom 11. September 2001

Das World Trade Center 6 (WTC 6 oder U.S. Customshouse) war ein 8-stöckiges Gebäude in Lower Manhattan und gehörte zu dem ehemaligen World-Trade-Center-Komplex.

## Geschichte
Erbaut wurde es Anfang der 1970er Jahre, fertiggestellt 1975. In dem am 11. September 2001 zerstörten Gebäude befanden sich wichtige Regierungsinstitutionen wie der U.S. Customs Service und das ATF. Am 11. September 2001 wurde das Gebäude durch die Trümmer des Nordturms so stark beschädigt, dass es später abgerissen werden musste.